# Earias dorsivitta
Earias dorsivitta är en fjärilsart som beskrevs av Otto Staudinger 1897. Earias dorsivitta ingår i släktet Earias och familjen trågspinnare. Inga underarter finns listade i Catalogue of Life.